# Saracura-do-banhado
A saracura-do-banhado (Pardirallus sanguinolentus) é uma espécie de ave da família Rallidae.
Pode ser encontrada nos seguintes países: Argentina, Bolívia, Brasil, Chile, Equador, Ilhas Malvinas, Paraguai, Peru, Ilhas Geórgia do Sul e Sandwich do Sul e Uruguai.
Os seus habitats naturais são: pântanos.

## Características
Mede em média 32 centímetros. Muito parecida com a saracura-sanã - Pardirallus nigricans, mas com a base da maxila superior azulada e a base da mandíbula vermelha. Tem as pernas castanho-avermelhadas ou marrons.

## Subespécies
São reconhecidas seis subespécies:
- Pardirallus sanguinolentus sanguinolentus (Swainson, 1838) - ocorre do extremo Sudeste do Brasil até o Uruguai, Paraguai e no Norte da Argentina;
- Pardirallus sanguinolentus simonsi (Chubb, 1917) - ocorre do litoral Árido do Peru até o Norte do Chile;
- Pardirallus sanguinolentus tschudii (Chubb, 1919) - ocorre da região temperada do Peru, no alto vale do Rio Marañón até o Lago Titicaca;
- Pardirallus sanguinolentus zelebori (Pelzeln, 1865) - ocorre no Sudeste do Brasil;
- Pardirallus sanguinolentus landbecki (Hellmayr, 1932) - ocorre da região Central do Chile, da região do Atacama até a região de Llanquihue e na região adjacente da Argentina;
- Pardirallus sanguinolentus luridus (Peale, 1848) - ocorre da Terra do Fogo e nas Ilhas do Cabo Horn.